# Digital-vernetzte Wissensgesellschaft
Die digital-vernetzte Wissensgesellschaft – auch salopp-reduktiv als digitale Wissensgesellschaft bezeichnet – ist begrifflicher Ausdruck für eine Gesellschaftsformation in hochentwickelten Ländern, in der individuelles und kollektives Wissen und seine Organisation vermehrt zur Grundlage des sozialen, wirtschaftlichen und medialen Zusammenlebens werden, – eine Gesellschaftsformation, welche eine digitale Netzwerkinfrastruktur zur Basis fortlaufender weitergehender Entwicklungen in diversen Lebensbereichen macht. Die digitale Netzwerkinfrastruktur wird insbesondere verwirklicht durch das weltumspannende Internet und die daran andockenden verteilten lokalen Netzwerke.

## Grundlegendes

### Daten, Information und Wissen
„Information“ ist zu einem Schlüsselbegriff des digitalen bzw. virtuellen Zeitalters geworden, bewegt sich allerdings in einem latenten Spannungsverhältnis zum Begriff des „Wissens“. Der Zusammenhang zwischen „Information“ und „Wissen“ lässt sich näher, wie folgt, beschreiben:

„Wissen als Gesamtheit von Wissensobjekten, die zu einem gegebenen Zeitpunkt als Aussagen über Objekte und Ereignisse der realen oder fiktiven/virtuellen Welt von einem Individuum erworben/gelernt worden sind, entsteht … durch Aufnahme von Informationen, die aus Daten dadurch zu Informationen geworden sind, dass sie in einem bestimmten Kontext oder aufgrund eines aktuellen Bedarfs aufgenommen oder gezielt gefunden und durch Vergleich mit bestehendem Wissen interpretierbar und anwendbar wurden.“

Noch anders ausgedrückt: Durch Einbindung von Daten in bestimmten Kontexten erhalten diese die Qualität von Informationen. Durch qualifizierten Umgang mit kodifizierter Information und Kommunikation unter Einsatz von Informations- und Kommunikationstechnologien ergibt sich ein funktioneller Mehrwert, der zu einem (zusätzlichen) Wissenserwerb führt, bei produktivem Einsatz zu höheren Wissensniveaus leiten kann. Voraussetzungen für den effizienten Wissenserwerb sind bestimmte Fähigkeiten im Umgang mit Informationssystemen, die sogenannte „Informationskompetenz“.

### Wissen aus sozialwissenschaftlicher Sicht
Von sozialwissenschaftlicher Warte aus betrachtet, wird Wissen in unterschiedlichen Zusammenhängen verortet, mit einer gewissen Breite an Bedeutungen. Wissen kann sich beziehen auf Innovationen, auf den Stand der Produktivkräfte in einer gegebenen Phase gesellschaftlicher Entwicklung, auf eher individuelle Qualifikationen und Kompetenzen oder deren institutionalisiertes Pendant, den Beruf als typisches Bündel von Wissen und Qualifikationen. In der Managementlehre kennt man (in leichten Abwandlungen) ein mehrstufiges System der Begriffe Daten, Informationen und Wissen (siehe oben). Daten, als ungeordneter „Grundstoff“, können zu sinnvollen Informationen verdichtet werden, und diese können durch Reflexion letztlich einen Bestand an „Wissen“ begründen. Wissen kann eine Ressource sein, die – als Sammlung relevanter Informationen – im Handeln und auch zur Durchsetzung von (Profit-, Macht- und Herrschafts-) Interessen eingesetzt wird.
Wissen wird aber auch in gänzlich anderen Bedeutungen, nämlich als „Wissen um die kulturellen Selbstverständlichkeiten“ einer Gesellschaft oder eines sozialen Teilsystems, genutzt. Der Zusammenhang zwischen Wissen und dem Generieren von Wissen – was auf der einen Seite „Lernen“, auf der anderen „Innovation“ oder Forschung bedeuten kann – illustriert darüber hinaus die inhaltliche Breite des Gegenstands.
Aus der Sicht der soziologischen Systemtheorie offeriert Niklas Luhmann eine eigene Interpretation der Bedeutung von Wissen. Wissen sind für ihn kognitive Schemata, die als „wahr“ gelten, aber „veränderungsbereit“ sind. Es handelt sich also um Bedeutungszuschreibungen im Hinblick auf definierte Phänomene, die innerhalb eines sozialen Systems als zutreffend wahrgenommen werden. Diese Wahrnehmung ist jedoch nicht zwangsläufig stabil, sie kann sich ändern, und zwar dann, wenn – in Analogie zum Popper’schen Falsifikationismus – andere Deutungen auftauchen, die die bislang geltenden als „unwahr“ enttarnen (oder zumindest die Reichweite ihrer Geltungskraft einschränken) und selbst als neue Erkenntnis an die Stelle früherer „Wahrheiten“ treten.
Innovation als das Generieren von Wissen meint die Veränderung von Selbstverständlichkeiten, Routinen und Regeln, die vormals als selbstverständlich galten. Diese Innovationen werden in sozialen Interaktionen produziert, die als Voraussetzung für die Generierung von Wissen angesehen werden können. Eine solche Perspektive lenkt den Blick auf die sozialen Beziehungen als Kontext und Bedingung der Wissensproduktion. Die Orte dieser Wissensproduktion sind Organisationen, Unternehmen oder Innovationsnetzwerke, die zielgerichtet und mittels der Interaktion verschiedener Akteure Neuerungen produzieren und aneignen. Innovation ist aber nicht zwangsläufig zielgerichtet.
Entgegen dem Mythos der „genialen Erfinderpersönlichkeit“ ist Technikgenese als sozialer Prozess zu verstehen. Gerade in und zwischen Unternehmen als Protagonisten der Innovation geht es um dauerhafte Kooperation und eine Langfristorientierung in den Beziehungen, in denen Vertrauen existiert und sich rekursive Schleifen der Wissensproduktion etablieren und festigen können.
Oft wird Wissen als Quelle von Wirtschaftswachstum und Wohlstand, als zentraler Produktionsfaktor (im Kanon von Rohstoffen, Kapital und Arbeit) verstanden, geht es doch augenscheinlich um einen „Kampf um Wissen“ (oder Innovationen), bei dem Macht und Abhängigkeiten und letztlich wirtschaftliches Wachstum und (zukünftiger) Wohlstand auf dem Spiel stehen.

### Digitale Revolution
Der Prozess der Digitalen Revolution ist sowohl in Bereichen der Bildung, der Politik, der Kultur, der Wissenschaft als auch im Alltag integriert. Die genannten Bereiche müssen sich in Zukunft mit komplexen Problemlösungen auseinandersetzen. Bedeutende Begriffe, die man mit der zugehörigen Art von Gesellschaft assoziiert, sind Big Data, Künstliche Intelligenz, Industrie 4.0, Digital Native etc.

## Bildung und Digitalisierung

### Weichenstellungen im Bildungsbereich und ein Sich-Einstellen auf mögliche soziale Veränderungen
Mit der Einführung sowie Nutzung digitaler Medien im schulischen Kontext sind zugleich unterschiedliche Zielsetzungen sowie Hoffnungen und Erwartungen an diese gefolgt. Einerseits haben sich Möglichkeiten zur Erweiterung sowie Veränderung von Lehr-/Lernprozessen eröffnet, andererseits hat man das Potenzial zum Erwerb fachspezifischer und fachübergreifender Kompetenzen entdeckt. Besonders der Erwerb dieser fachspezifischen Kompetenzen wird zunehmend für Unternehmen zu einem wichtigen Anforderungsaspekt für zukünftige Mitarbeiter. Durch die Zunahme der Digitalisierung in den geschäftlichen Aktivitäten von Unternehmen kann es zu einem Wandel der Arbeitswelt kommen. Wie tiefgreifend der Wandel ausfällt, hängt wesentlich vom Tätigkeitsbereich ab. Der Druck an zukünftige Mitarbeiter, Wissen über moderne Kommunikations- und Informationstechnologien zu besitzen bzw. fortlaufend zu erneuern und anzuwenden, setzt eine Anpassungsbereitschaft an die Erfordernisse der Digitalisierung in der (auf die Arbeitswelt vorbereitenden) schulischen Bildung voraus.

#### Beispiel Deutschland
Bemühungen zur Integration von Informationstechnologien gibt es in Deutschland seit den 1960er Jahren mit der Einführung des Faches Informatik. Dies konnte sich jedoch nicht großflächig durchsetzen. Ender der 1980er Jahre folgte eine verpflichtende Einführung einer Informationstechnologischen Grundausbildung in der Sekundarstufe. Mitte der 1990er Jahre erhielten Schulen Zugang zum Internet; zusätzlich trug die Beliebtheit von tragbaren Geräten wie Laptops zu einer weiteren Entwicklung bei, dem mobilen Lernen. Dies wurde mit der Einführung von Smartphones sowie Tablets nochmals erweitert, mittlerweile gibt es Lernplattformen, digitale Schulbücher, OER (Open Educational Resources) und Cloud-Angebote. Diese Vielfalt besitzt das Potenzial, eine Veränderung der Lernmöglichkeiten herbeizuführen, besonders durch die „Bring-your-own-device-Lösung“. Hierbei verwenden Schüler ihre eigenen Geräte, sowohl innerhalb als auch außerhalb des schulischen Kontextes.
Vier zentrale Bereiche der Digitalisierung lassen sich im Bereich Schule erkennen, die für eine Weiterentwicklung von Schulsystemen relevant sein könnten. (Deren Identifizierung ist unter anderem auch das Ergebnis von Schwerpunkt-/ Prioritätensetzungen zur Diskussion um die Digitalisierung in Schulen.):
a) die Vermittlung von Fertigkeiten im Umgang mit digitalen Medien,
b) die Nutzung digitaler Medien zur Verbesserung des fachlichen Lernens,
c) die Entwicklung und Umsetzung neuer Formen des Unterrichtes mit digitalen Medien,
d) die Förderung des Erwerbs „digitaler Kompetenzen“.
Die Politik Deutschlands hat sich in der Digitalen Agenda 2014/2017 mit diesem Thema befasst und hat „die Bildungsoffensive für die digitale Wissensgesellschaft“ beschlossen. Damit ist ein strategischer Handlungsrahmen für eine „auf die digitale Welt vorbereitende Bildung“ in Deutschland erarbeitet worden, welcher fünf konkrete Handlungsfelder beinhaltet:
a) Vermittlung einer „auf die digitale Welt vorbereitenden Bildung“,
b) Ausbau leistungsfähiger digitaler Infrastrukturen,
c) Schaffung eines zeitgemäßen Rechtsrahmens,
d) Unterstützung strategischer Organisationsentwicklung,
e) Nutzung von Potenzialen der Internationalisierung.
Eine weitere Maßnahme ist am 17. Mai 2019 unter der Bezeichnung „Digitalpakt“ gestartet.
Der Digitalpakt beinhaltet, dass Bund und Länder in Deutschland in den auf den Beschluss folgenden fünf Jahren, fünf Milliarden Euro zur Verfügung stellen, um für eine bessere technische Ausstattung der Schulen zu sorgen.

### Weiterbildung / Lebenslanges Lernen
Die Gesellschaft steht aktuell und in der Zukunft vor neuartigen Herausforderungen, unter allem bedingt durch den technischen Fortschritt – Digitalisierung. Die neuartige Herausforderung ist eng mit den Mitarbeiterkompetenzen und werdenden Sachverhalten verknüpft. Früher, als auch heute in der Zeit des 21. Jahrhunderts, bedeutet die Digitalisierung eine ständige Veränderung von Unternehmen. Der anhaltende Trend in der unternehmerischen Praxis hilft in erster Linie bei der Bewältigung des Lebens.
Um mit dem digitalen Wandel der Arbeit schrittzuhalten, muss eine Entwicklung der Qualifikationen stattfinden. Für die Betroffenen, hier in erster Linie die Mitarbeiter am Arbeitsmarkt, ist diese Phase der Beginn für den Bedarf an Weiterbildung in der digitalen Wissensgesellschaft. Das Ziel ist im konkreten Fall mit der Lern- und Anpassungsfähigkeit, als auch mit dem persönlichen Einbringen am Arbeitsmarkt gefragt zu bleiben. Es geht um die Menschen, die ständig durch Weiterbildung eigene Leistungsfähigkeiten dem digitalen Wandel anpassen, um eine neue Haltung einzunehmen – Lebenslanges Lernen. Besonders wichtig ist, lebenslang lernfähig zu bleiben, sodass man noch im Alter immer neue Fähigkeiten zu erwerben imstande ist. Eine signifikante Rolle spielt die Fähigkeit, die digitale Kompetenz, die man bereits besitzt, weiterzuentwickeln. In der neoliberalen Ideologie betrachtet der Mensch sich selbst als fixes Kapital. Diesem Gedanken folgend, wird den Menschen aufgrund der zuvor erworbenen Kompetenzen eine lebenslange berufliche Weiterbildung ermöglicht, so zumindest die Heilsversprechungen der neoliberalen Ideologie. Ob diese auch so eintreten werden, steht noch dahin. Dies wirkt sich auf der Ebene jedes Einzelnen, der Gesellschaft bzw. auf Unternehmensebene aus. Das Ziel ist im konkreten Fall, dass die Menschen versuchen, mit der Qualifizierung in die sich ständig wandelnde Arbeitswelt hineinzukommen. Zudem läuft dies hinaus auf die Forderung nach einer ständigen Erreichung eines gewissen Bildungsgrades, mit dem Ziel im Berufsleben stets weiter voranzukommen. Darüber hinaus wird durch Lebenslanges Lernen ein bestimmter Grad an Sicherheit erreicht.

## Veränderung der Arbeitswelt
Die Digitalisierung führt gegenwärtig zu gesellschaftlichen Entwicklungen, wie auch zu großen Herausforderungen für die Arbeitswelt. Das Arbeitswesen ist heutzutage von sehr vielen Digitalisierungsprozessen beeinflusst. Zu den digitalen Technologien, wie Mobiltelefone, Tablets und Smartphones kommen die innovativen Technologien, wie künstliche Intelligenz, intelligente Roboter, autonome Systeme oder auch die „Augmented Reality“ hinzu. Derzeit werden insbesondere elektronische Kommunikationstechnologien und computergesteuerte Maschinen oder auch Roboter verwendet. Mit der fortschreitenden Digitalisierung in den Unternehmensprozessen verändern sich somit die benötigten Qualifikationen und Kompetenzen der Mitarbeiter.
Der Begriff „Industrie 4.0“ beschreibt die sogenannte vierte industrielle Revolution, welche heutzutage auch als „Digitale Revolution“ bekannt ist. Diese steht für den Übergang hin zu digital gesteuerten Systemen in der Produktion, welche unabhängig vom Menschen gesteuert werden. Die Entwicklung erhöht die Qualität und Produktivität der Arbeit und beschleunigt auch die Prozesse.
Durch die digitale Revolution werden Arbeitsprozesse intensiviert und beschleunigt. Die bisherigen Forschungsergebnisse stellen dar, dass durch die digitale Transformation mehr Möglichkeiten der Flexibilisierung bestehen. Die Arbeitszeiten scheinen anpassungsfähiger zu sein, da die Steuerung und Überwachung der Produktion nicht mehr fest an Produktionsstandorte oder Zeiten gebunden ist. Die von früher strikt geregelten Arbeitszeiten werden durch die modernen Technologien mit der Freizeit vermischt. Außerdem scheinen diese die Kommunikation und die Kooperation innerhalb der Unternehmen zu verbessern. In einigen Unternehmen tragen sich die Teambesprechungen nicht mehr im Büroumfeld zu, sondern in Form einer Videokonferenz, wodurch sich somit ein „Home Office“ bildet. Der Einsatz von intelligenten Assistenzsystemen kann ein altersgerechtes, wie auch längeres Arbeiten ermöglichen. Die Digitalisierung kann Menschen mit Behinderungen durch intelligente Hilfsmittel den Einstieg in den Beruf erleichtern und somit auch etwas zur Inklusion beitragen. Durch den digitalen Wandel würden durchaus auch Arbeitsplätze entfallen. Beispielsweise werden die körperlich belastenden Arbeiten durch moderne Roboter bewältigt werden. Allerdings wird auch eine Arbeitsverdichtung durch höheren Termindruck und Leistungsdruck vorausgesehen.

## Chancenungleichheiten, bedingt durch den sozialen Wandel, der mit der digitalen Transformation einhergeht
Ungleichheiten können durch Disparitäten im Zugang der Verwendung von digitalen Technologien entstehen. Durch den Wandel hin zu einer Welt, in der digitale Systeme voraussichtlich gut situierte Gesellschaftsbereiche vielschichtig durchdringen, werden diese Ungleichheiten gegenüber der übrigen Welt immer größer und es kommt zu einer Kluft zwischen unterschiedlich situierten Teilen der verschiedenen Gesellschaften der Welt. Durch diese digitalen Klüfte, die vermehrt entstehen, wird ein Divergieren in Sachen gesellschaftlicher Anteilnahme und Teilhabe an Netzwerk-gestützten wissensbedingten Prozessen befördert. Menschen weisen unterschiedliche soziokulturelle Faktoren auf und bergen somit Ungleichheiten, doch der Wandel hin zu verstärkter Digitalisierung bewirkt eine Verstärkung dieser Unterschiede. Die digitale Kluft lässt auch wirtschaftliche, soziale und kulturelle Ungleichheiten zunehmen. Besonders negativ betroffen sind diejenigen Menschen, denen der Zugang nicht gegeben ist bzw. die – gemäß neoliberaler Ideologie – ein niedrigeres Kapital aufweisen. Daraus folgt, dass Menschen jeweils ohne und mit Netzwerk-gestützten Informationszugangs- und -nutzungsmöglichkeiten stärker auseinanderdriften werden. Der Besitz von Kapital wirkt sich auf die Bildung und den ökonomischen Status aus und beeinflusst deutlich den Zugang und die Nutzung von Technologie. Wer nur ein geringes Kapital aufweist, kann an weniger Wissen im Internet gelangen. Dies wirkt sich auch auf soziale Positionen in der Gesellschaft aus und verstärkt die sozialen Ungleichheiten. Die Gesellschaft trägt die Folgen mit sich und entwickelt sich aufgrund immer neuer Informations- und Kommunikationstechnologien hin zu einer Wissensgesellschaft. Statt Ungleichheiten zu verringern, werden die Klüfte durch die Technologie und durch die digitale Transformation immer größer. Es entstehen vielerlei Unterschiede für die Gesellschaft, wie der Zugang und die Nutzung von Technologie. Mit der Zeit werden diese Nutzungen immer vertrauter für diejenigen Menschen, die sich des Zugangs bedienen können. Demzufolge steht diesen Menschen im Umgang mit dem Wissen der digital-vernetzten Wissensgesellschaft nichts im Weg. Die Betroffenen können ihre Positionen sogar festigen und verbessern. Die sozialen, ökonomischen und kulturellen Hintergründe spielen somit auch eine beeinflussende Rolle und können den Zugang zu besagtem Wissen gewähren. Menschen, die in einer guten Startposition sind, können sich in der digitalen Welt mit der Internet-Verbindung stabilisieren. Neue Lernkulturen können ebenfalls durch den Wandel, der mit der digitalen Transformation einhergeht, entstehen. Diese führen zu Ungleichheiten, weil nicht jeder denselben Zugriff hat. Die neuen Formen der Lernkultur ermöglichen nicht jedem einen Zugang, somit werden die Unterschiede auch in diesem Bereich immer größer. Sobald eine gewisse Bevölkerungsgruppe von dem Zugang und der Nutzung stärker profitiert als eine andere, entsteht ein Ungleichgewicht. Die Basis sozialer Gerechtigkeit muss zwangsläufig fragiler erscheinen. Ein ungleicher Zugang zu digitalen Technologien kann große Unterschiede für die Gesellschaft bewirken und Ungleichheit fördern. Eine Folge davon ist die ungleiche Verteilung von Ressourcen. Einerseits können Informationen Wege öffnen und die Lebenschancen verbessern; andererseits kommt es bei einem Unterschied im Zugang zu einer Form von Chancenungleichheit.

## Notizen zur Historie
Die Anschauungen zur Wissensgesellschaft finden ihre Anfänge im sozialwissenschaftlichen Denken und in der Begrifflichkeit der 1960er Jahre. Der US-amerikanische Soziologe Robert E. Lane sprach bereits 1966 von der sogenannten knowledgeable society. Die „Wissensgesellschaft“ erfährt in der jüngsten Gegenwart eine Konkretisierung in der „digital-vernetzten Wissensgesellschaft“: der Netzwerkcharakter des Internets als weltumspannende Vernetzung von Rechnern, der Umgang mit Wissen aus digitalen Informationen, das Aufkommen der digitalen Server-Plattformen und die Rationalisierungspotenziale, die sich daraus ergeben, haben, grob datiert, etwa nach dem Jahre 2000 einen bis heute anhaltenden sozialen Wandel in Gang gesetzt, der die „Wissensgesellschaft“  in der „digital-vernetzten Wissensgesellschaft“ Gestalt annehmen lässt.